# パガニーニ 愛と狂気のヴァイオリニスト
『パガニーニ 愛と狂気のヴァイオリニスト』（パガニーニ あいときょうきのヴァイオリニスト、独: Der Teufelsgeiger、英: The Devil's Violinist）は、2013年のドイツの伝記映画。監督はバーナード・ローズ。19世紀前半のイタリアの伝説的天才ヴァイオリニストであるニコロ・パガニーニの波瀾万丈の半生を、「現代のパガニーニ」とも言われる人気ヴァイオリニストでモデルのデイヴィッド・ギャレットの主演および製作総指揮で映画化した音楽伝記映画であり、ギャレットが5億円の名器「ストラディバリウス」を使って劇中で演奏を披露している。

## キャスト
- ニコロ・パガニーニ: デイヴィッド・ギャレット - 天才ヴァイオリニスト。
- ウルバーニ: ジャレッド・ハリス - パガニーニを大スターに押し上げた敏腕マネージャ。
- シャーロット・ワトソン: アンドレア・デック（英語版） - パガニーニが愛した女性。
- エセル・ランガム: ジョエリー・リチャードソン - タイムズの女性記者。
- ジョン・ワトソン: クリスチャン・マッケイ - イギリスの指揮者。シャーロットの父。
- エリザベス・ウェルス: ヴェロニカ・フェレ - ジョンの内縁の妻。オペラ歌手。
- バーガーシュ卿: ヘルムート・バーガー
- プリムローズ・ブラックストーン: オリヴィア・ダボ - 反パガニーニ活動を率いる女性。

## 作品の評価
Rotten Tomatoesによれば、13件の評論のうち高評価は31%にあたる4件で、平均点は10点満点中5.3点となっている。
Metacriticによれば、7件の評論のうち、高評価は1件、賛否混在は3件、低評価は3件で、平均点は100点満点中38点となっている。